# Torrenova (zona di Roma)
Torrenova è la sedicesima zona di Roma nell'Agro romano, indicata con Z. XVI.

## Geografia fisica

### Territorio
Si trova nell'area est del comune, a ridosso ed esternamente al Grande Raccordo Anulare, fra la via Casilina a nord e la via Tuscolana a sud.
La zona confina:
- a nord con la zona Z. XIII Torre Angela[1]
- a est con la zona Z. XVII Torre Gaia[2]
- a sud con la zona Z. XIX Casal Morena[3]
- a ovest con la zona Z. XV Torre Maura[4]

## Monumenti e luoghi d'interesse

### Architetture civili
- Casalis Turris Virgata (resti), su via Columbia. Fortificazione medioevale (XIII secolo). 41.851038°N 12.623184°E
- Torre dei Santi Quattro, su via del Muro Linari (via Tuscolana km 13). Torre del XII secolo. 41.834492°N 12.616587°E
- Castello di Torrenova, su via Casilina. Castello del XVI secolo.

Progetto degli ampliamenti effettuati nel 1600-1605 dell'architetto Giovanni Fontana.
- Casale di Villa Gentile, su via Columbia. Casale del XVIII secolo. 41.851005°N 12.623613°E
- Casale del dazio, su via Casilina. Casale del XIX secolo. 41.86296°N 12.613359°E
- Ex stabilimento della Italcable, su via Biagio Petrocelli. Edificio del XX secolo. 41.840079°N 12.610918°E

Riqualificato nel 2008 e trasformato in centro culturale.

### Architetture religiose
- Chiesa di San Clemente, del XVI secolo, opera di Giovanni Fontana
- Chiesa della Resurrezione di Nostro Signore Gesù Cristo, edificata nel 1963
- Chiesa di San Gaudenzio a Torrenova, edificata nel 1995
- Chiesa dei Santi Mario e compagni martiri, edificata nel 2009.

### Siti archeologici

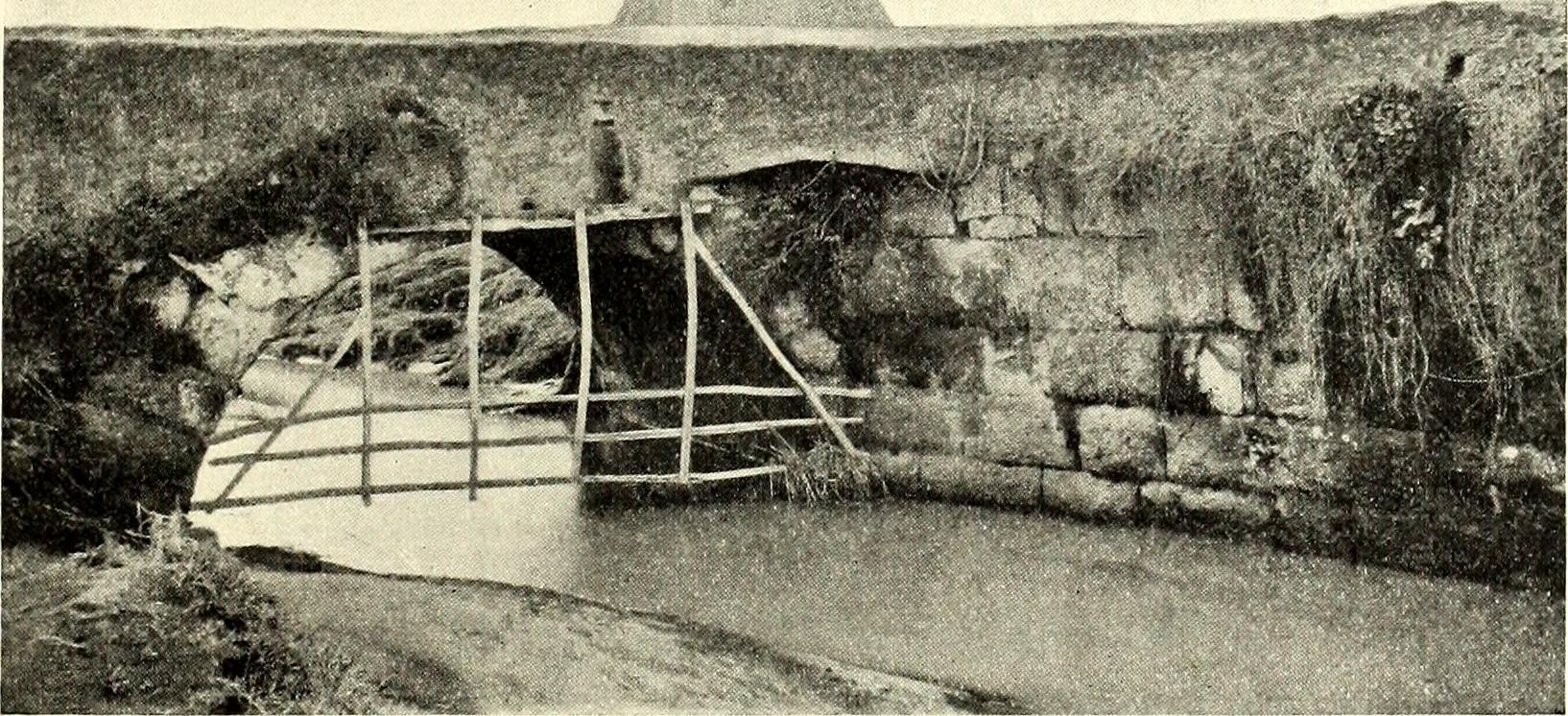
Ponte sopra il fosse del Giardinetto.

- Villa di Tor Vergata, loc. Carcaricola, presso il fosso di S. Maura. Villa del II secolo a.C.[5] 41.857297°N 12.612217°E
- Ponte della antica via Labicana, su via della Massa Calciana. Ponte del II secolo a.C. sul fosso del Giardino. 41.862989°N 12.61247°E
- Terme romane, nel parco di Tor Vergata. Terme del I secolo[6]. 41.839246°N 12.613971°E
- Bagno della Bella Cenci, tra il fosso del Giardino e via Antonio Ingegnoli. Ninfeo del XVI secolo. 41.860876°N 12.614473°E

### Aree naturali
- Parco di Tor Vergata. 41.837652°N 12.614141°E
- Parco di via Carlo Santarelli. 41.86183°N 12.607721°E
- Giardino Maurizio Notargiacomo, da via Carcaricola. 41.859176°N 12.611915°E

## Cultura

### Ricerca
- ASI Science Data Center, su via del Politecnico. Edificio del XXI secolo (2005-12).

### Università
- Università degli Studi di Roma Tor Vergata

### Musei
- Museo dell'immagine fotografica e delle arti visuali (MIFAV), su via della Ricerca Scientifica. 41.853424°N 12.60491°E

Si trova presso la Facoltà di Scienze Matematiche, Fisiche e Naturali dell'Università degli Studi di Roma "Tor Vergata".

## Geografia antropica

### Urbanistica
Nel territorio di Torrenova si estende settore ovest della zona urbanistica 8C Giardinetti-Tor Vergata, l'intera 10G Romanina e il settore ovest della 10I Barcaccia.

### Suddivisioni storiche
Del territorio di Torrenova fanno parte, oltre l'omonima frazione, quelle di Giardinetti, Ponte Linari e la parte di Tor Vergata a ovest della via di Tor Vergata.

## Infrastrutture e trasporti
|  | È raggiungibile dalla stazione Giardinetti. |

## Sport

### Calcio
La squadra della zona è l' A.S.D. Atletico Torrenova 1986, militante nel campionato maschile di Promozione (calcio) dalla stagione 2023/2024.
La Prima Squadra dell' A.S.D. Atletico Torrenova 1986 nella stagione calcistica 2021/2022 ha conquistato la promozione in Eccellenza, dopo aver vinto il suo rispettivo girone in Promozione.
Nello stessa stagione calcistica (2021/2022), la squadra dell'Under 15, allenata da Fabrizio Fiaschetti, ha vinto il proprio girone regionale (C), portando così un'altra categoria nella massima categoria giovanile (Elite).